# Johann Friedrich Gensichen
Johann Friedrich Gensichen (* 30. Januar 1760 in Driesen; † 7. September 1807 in Königsberg) war ein deutscher Mathematiker. Er wurde auch als Freund Immanuel Kants bekannt.

## Leben
Gensichens Vater war Pfarrer, die Mutter eine Schwester des Schriftstellers und Theologen Johann Timotheus Hermes. Dieser war von Goethe und Schiller im „Xenienstreit“ befehdet worden.
Zum Studium ging Gensichen nach Königsberg, wo sein Onkel Mitarbeiter in der Kirchenverwaltung war. Nach Studienabschluss wurde Gensichen zunächst Hauslehrer für zwei Dönhoff-Söhne, die 20 km südöstlich von Königsberg aufwuchsen. Später traf er sie als Studenten in Königsberg wieder – oft bei dem Hofprediger und Mathematik-Professor Johann Friedrich Schultz, der zwischen 1769 und 1775 Pfarrer in Löwenhagen, dem Kirch-Ort der Gräflichen Familie Dönhoff, war und seitdem als Pfarrer und später auch als Ordentlicher Mathematikprofessor in Königsberg wirkte. 
Gensichen nahm im Hause Schultz oft an Gesellschaften teil.
Seit 1790/91 hielt er Vorlesungen über Mathematik. Im Jahr 1795 wurde er außerordentlicher Mathematikprofessor. Die (hohe) Geldsumme, die er dabei als Kaution einzuzahlen hatte, lieh ihm Professor Christian Jakob Kraus.
Seit 1791 war Gensichen Leiter des Königsberger Alumnats (ein Vorläufer der Studentenwohnheime). Später wurde er auch Zweiter Bibliothekar der Universitätsbibliothek – und schließlich Rendant der gesamten Universität.

## Beziehung zu Immanuel Kant
Als Gensichen nach Königsberg zurückkam, bat Kant ihn, die Himmelstheorie von 1755 auf den neuesten Stand der Astronomie zu bringen. Gensichen übernahm die Aufgabe – wobei er zusätzlich auch die Sprache des Buches modernisierte. Sein Auszug, im Wesentlichen der erste Teil des Buches, erschien 1791 zusammen mit drei Beiträgen von Wilhelm Herschel, die Georg Michael Sommer (1754–1826), Pfarrer der Haberberger Trinitatis-Kirche, aus dem Englischen  übersetzt hatte, unter dem Titel Über den Bau des Himmels.
Seitdem und bis hinein in Kants Sterbemonat gehörte Gensichen zu dessen Mittags-Tischgästen.
Kant hatte Gensichen in einem frühen Testament zu seinem Haupterben eingesetzt. Später drängelte der Pfarrer Ehregott Andreas Wasianski sich in Kants Hauswirtschaft hinein und dominierte sie. Er erreichte, dass Kant mehrere Änderungen im Testament zu Wasianskis Gunsten vornahm, während Gensichens Anteil erheblich verkleinert wurde. Immerhin erbte Gensichen – neben etwas Geld – Kants Taschenuhr und Bibel und ca. 400 Bücher aus Kants Bibliothek.
Am 7. September 1807 starb er an „Nervenfieber“ (Typhus), das von französischen bzw. russischen Soldaten in das erwähnte Studentenwohnheim getragen worden war.
Der Theologiestudent Samuel Neumann, dem Gensichen Kants Bibel geschenkt hatte, hielt die Leichenpredigt.
Ein Katalog von Gensichens hinterlassenen Büchern und Heften wurde gedruckt. Darin ist auch eine Anzahl von Klavier-Noten aufgelistet. In seiner Wohnung hatte sich ein Instrument befunden.

## Veröffentlichungen
Gensichens erstes Buch Bestätigung der Schultzischen Theorie der Parallelen und Widerlegung der Bendavidschen Abhandlung über die Parallellinien (erschienen 1786) entstand während seiner Hauslehrerzeit.
Später schrieb er einige (meist anonym veröffentlichte) Rezensionen; so etwa zwei Besprechungen von Johann Gottlieb Fichtes Versuch einer Critik aller Offenbarung, die ersten Bewertungen des Buches überhaupt. (Fichte hatte für einige Monate in Königsberg gelebt und sich mit Gensichen angefreundet.) Starke Indizien deuten darauf hin, dass Gensichen auch der Rezensent von Schultzens Versuch einer genauen Theorie des Unendlichen von 1788 war. Diese Besprechung enthält Königsberger Insiderwissen – und Schultzens Buch wird nur sehr moderat kritisiert. Im Buch selbst findet man auch einige inhaltliche Ergänzungen Gensichens.
Im Verzeichnis von Gensichens Büchern (= Versteigerungskatalog) von 1808 finden sich auffallend viele Schriften (Hefte) zur Arithmetik: eigene Handschriften „ad suas ideas“ – und von anderen Autoren.
1898 – Jahrzehnte nach Kants Tod – haben Wissenschaftler ein wiedergefundenes 1791er Gensichen-Manuskript der Himmelstheorie für „von Kants Hand“ gehalten. Wilhelm Dilthey schrieb dazu in der National-Zeitung vom 11. November 1898, dass er in dem Manuskript „Änderungen von Kants Hand“ gefunden habe. Tatsächlich aber lassen sich darin Spuren von Kants „Hand“ nicht finden. In dem Papier stammt alles von Gensichen.

## Spätere Wirkungen
Die spätere Entwicklung der Mathematik verdankt sich auch Wirkungen von Gensichens und Schultzens mathematischer Arbeit: In Prag griff Bernard Bolzano Königsberger Impulse auf und nannte dabei mehrmals Gensichen. Georg Cantor besaß Bolzanos Buch Paradoxien des Unendlichen (1851). Er schickte es an Richard Dedekind – und dieser berief sich, als er seine neue Definition unendlich großer Mengen vortrug, auf Bolzanos Vorarbeit.